# 5-та армія (СРСР)
П'ята а́рмія (5 А) — оперативне об'єднання сухопутних військ радянських військ, загальновійськова армія у складі Збройних сил СРСР з вересня 1939.

## Командування

### Командувачі
- генерал-майор танкових військ Потапов М. І. (червень — вересень 1941);
- генерал-майор Лелюшенко Д. Д. (до 17 жовтня 1941);
- генерал-лейтенант артилерії Говоров Л. О. (з 18 жовтня 1941 — квітень 1942);
- генерал-майор, з червня 1942 генерал-лейтенант Федюнінський І. І. (квітень — жовтень 1942);
- генерал-полковник Черевиченко Я. Т. (жовтень 1942 — 27 лютого 1943);
- генерал-лейтенант Полєнов В. С. (27 лютого 1943 — жовтень 1943);
- генерал-лейтенант, з липня 1944 генерал-полковник Крилов М. І. (жовтень 1943 — жовтень 1944 та з грудня 1944 до вересня 1945);
- генерал-лейтенант Шафранов П. Г. (жовтень — грудень 1944).